# Consejo departamental de Loira Atlántico
El Consejo departamental de Loira Atlántico es la asamblea deliberativa correspondiente al Departamento francés de Loira Atlántico, una comunidad territorial descentralizada que tiene su sede en la ciudad de Nantes. Comprende 62 consejeros departamentales elegidos en los 31 cantones del departamento, según la reforma territorial de 2014. Con anterioridad, contó con 41 cantones.

## Historia
Los departamentos fueron creados en 1789, durante la Revolución francesa. Fueron dotados de un Consejo departamental que elegía un presidente y un directorio ejecutivo. En 1800 fueron reorganizados para que cada departamento contara con un consejo departamental, un prefecto y un consejo de prefectura. El prefecto pasó a detentar el poder ejecutivo, mientras que al consejo se dio un papel consultivo. Mediante ley de 10 de agosto de 1871, los departamentos, que estaban bajo el paraguas del Estado, pasan a tener cierta autonomía.
Un siglo después, en 1982, en virtud de la ley de descentralización de 2 de marzo, desaparece el puesto de prefecto y es sustituido por el del presidente del Consejo departamental, que a partir de ahora podrá ejercer funciones de asamblea territorial con determinadas funciones:
- Asistencia social: infancia, discapacitados, mayores, prevención sanitaria, inserción laboral, RSA.
- Carreteras departamentales y transporte escolar.
- Educación: gestión de material y personal técnico de escuelas y colegios.
- Cultura: archivos, bibliotecas, museos y patrimonio departamental.
- Desarrollo local: ayuda a asociaciones y comunas.
- Servicios contra incendios: SDIS (service départemental d'incendie et de secours).
- Vivienda: alojamientos solidarios (FSL) y fondos de ayuda para renovación de viviendas.

En 2015, los llamados Consejos generales pasan a llamarse Consejos departamentales con la introducción de listas cremallera (mujer-hombre) en pos de la paridad, de acuerdo con la ley orgánica 2013-402 y ley 2013-403, promulgadas el 17 de mayo de 2013.

## Presidentes del consejo departamental
Los presidentes del Consejo general, llamado más tarde departamental, de Loira Atlántico han sido:
- Christophe-Clair Danyel de Kervégan (1800 - 1805)
- Louis Bureau de La Batardière (1806)
- François-Alexandre Tardiveau (1807 - 1813)
- Louis de Monti de La Cour de Bouée (1814 - 1815)
- Jean Baron (1816 - 1826)
- Humbert de Sesmaisons (1827 - 1829)
- Évariste Colombel (1831 - 1833)
- Louis Rousseau de Saint-Aignan (1834)
- François Bignon (1835 - 1847)
- Ernest Poictevin de La Rochette (1848)
- Mériadec Laennec (1849)
- François Bignon (1850 - 1851)
- Ferdinand Favre (1852 - 1866)
- Anselme François Fleury (1867 - 1869)
- Charles Leclerc de Juigné (1870)
- Guillaume Harmange (1871)
- Rogatien-Louis-Olivier de Sesmaisons (1872 - 1873)
- René Moysen de Codrosy (1874 - 1875)
- Clément Baillardel de Lareinty (1876 - 1900)
- Henri Marie Auguste Ferron de la Ferronnays (1901 - 1907)
- Jules Léon Jamin (1908 - 1919)
- Adolphe Jollan de Clerville (1920 - 1930)
- Henri de La Ferronnays (1931 - 1940)
- Maurice Ricordeau (1943 - 1945)
- Abel Durand (1945 - 1970)
- Jean du Dresnay (1970 - 1976)
- Charles-Henri de Cossé-Brissac (1976 - 1994)
- Luc Dejoie (1994 - 2001)
- André Trillard (2001 - 2004)
- Patrick Mareschal (2004 - 2011)
- Philippe Grosvalet (2011 - 2015)